# Andreas Michalke

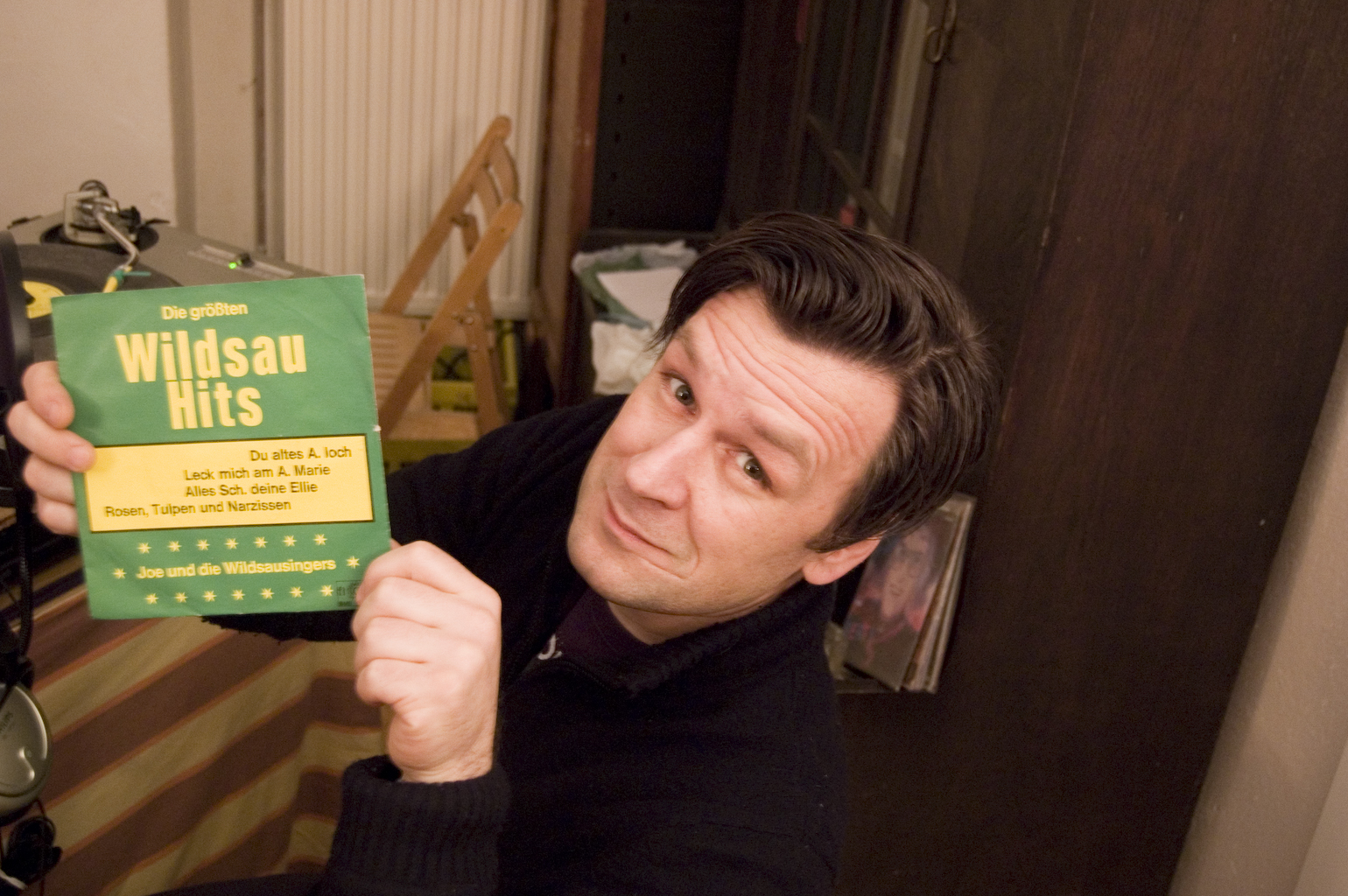
Andreas Michalke (2010)

Andreas Michalke (* 1966 in Hamburg) ist ein deutscher Comiczeichner.
Seine ersten Arbeiten konnte er Ende der 1980er Jahre in Fanzines wie Trust und Zap veröffentlichen, zudem gestaltete er auch Flyer und Plakate für diverse Bands. Er zeichnet außerdem nach wie vor für das Ox. Im Jahr 1991 gründete er zusammen mit Minou Zaribaf das Comicmagazin Artige Zeiten, welches bereits zwei Jahre später auf dem Comic-Salon in Hamburg mit dem Preis als bestes Fanzine bedacht wurde. Michalke selbst gewann später, im Jahr 1999, außerdem den ICOM Independent Comic Preis für Smalltown Boy. In den Jahren bis 2001 schuf er zusammen mit Julia Tägert für die Berliner Zeitung den Comic-Strip Sophies Welt. Für die Berliner Zeitung Jungle World schuf er Bigbeatland.
Michalke betreibt einen Blog, in dem er alte Platten aus Second-Hand Läden und Flohmärkten vorstellt. Dabei fokussiert er seine Sammeltätigkeit auf eigenartige und skurrile Platten deutscher Pressung, vorzugsweise mit Covern im Cartoon-Stil. Es finden sich aber auch Aufnahmen aus einer Vielzahl anderer Länder, welche diverse Musikstile beinhalten. Die auf den Platten enthaltenen Stücke sind auf seinem Blog nachzuhören. Das Ziel seines Blogs ist, wie er selbst sagt:
"...I`m doing this to preserve otherwise forgotten cultural artifacts. Mainly stuff that nobody in their right mind would re-release anyway. But who knows..."

## Publikationen (Auswahl)
- Artige Zeiten, No. 1-7 bei Reprodukt, Berlin 1991–1997
- Smalltown Boy Reprodukt, Berlin 1999
- Bigbeatland, Reprodukt, Berlin 2006
- Monovision, Reprodukt, Berlin 2008